# Bulbophyllum unguilabium
Bulbophyllum unguilabium là một loài phong lan thuộc chi Bulbophyllum.